# Матіца
Матіца (рум. Matița) — село у повіті Прахова в Румунії. Входить до складу комуни Пекурець.
Село розташоване на відстані 78 км на північ від Бухареста, 24 км на північний схід від Плоєшті, 149 км на захід від Галаца, 71 км на південний схід від Брашова.

## Населення
За даними перепису населення 2002 року у селі проживали 853 особи, усі — румуни. Усі жителі села рідною мовою назвали румунську.